# Jeff Geiger
Jeffrey Geiger (* 10. Mai 1957 in Toronto, Kanada; † 8. Februar 2021 in Villach, Österreich) war ein kanadisch-österreichischer Eishockeyspieler.

## Karriere
Jeff Geiger spielte von 1974 bis 1978 für die kanadische OMJHL-Mannschaft Ottawa 67’s, mit der er bedeutende Erfolge erzielte und beim NHL Entry Draft 1977 in der achten Runde von den Chicago Blackhawks gezogen wurde. Ab der Saison 1978/79 spielte Geiger jedoch ausschließlich für österreichische Vereine und gewann sechsmal den Meistertitel der Österreichischen Eishockey-Liga. Bei den drei Titeln des EC VSV und den drei Titeln der VEU Feldkirch handelte es sich jeweils um die ersten Titel der Vereinsgeschichte. Er beendete seine Spielerlaufbahn nach der Saison 1993/94. Insgesamt bestritt er als Verteidiger 562 Spiele in der Österreichischen Liga und schaffte dabei 124 Tore sowie 415 Assists.

## Nationalmannschaft
Gleich nach seiner ersten Saison in Österreich erhielt er eine Einberufung ins Nationalteam und spielte dort als einer der ersten Austro-Kanadier. 1981 schaffte Geiger mit der Mannschaft den Wiederaufstieg in die B-Gruppe, nachdem die Österreicher 1979 in die C-Gruppe abgestiegen waren. In den beiden Folgejahren gelang der Gewinn einer Silber- und einer Bronzemedaille und somit der Verbleib in der Gruppe B. Für die Nationalmannschaft spielte Geiger in 52 internationalen Begegnungen, wobei ihm acht Tore und 19 Assists gelangen.

## Erfolge
- 1977: Gewinner Leyden Trophy, Gewinner J. Ross Robertson Cup
- 1978: Gewinner Leyden Trophy und Gewinner Hamilton Spectator Trophy mit Ottawa 67’s
- 1981: Österreichischer Meister mit EC VSV und Goldmedaille C-Weltmeisterschaft mit der österreichischen Nationalmannschaft
- 1982: Österreichischer Meister mit VEU Feldkirch und Silbermedaille B-Weltmeisterschaft mit der österreichischen Nationalmannschaft
- 1983: Österreichischer Meister mit VEU Feldkirch und Bronzemedaille B-Weltmeisterschaft mit der österreichischen Nationalmannschaft
- 1984: Österreichischer Meister mit VEU Feldkirch
- 1990: Österreichischer Vizemeister mit EC VSV
- 1992: Österreichischer Meister mit EC VSV
- 1993: Österreichischer Meister mit EC VSV

## Tod
Jeff Geiger starb nach langer Krankheit am 8. Februar 2021 im Alter von 63 Jahren in seiner Wahlheimat Villach.